# Svetlana Lukasheva
Svetlana Lukasheva (née le 2 mai 1977) est une athlète kazakhe spécialiste du demi-fond et notamment du 1 500 mètres. 

## Carrière

### Palmarès
| Année | Compétition                  | Lieu    | Résultat | Épreuve | Performance    |
| ----- | ---------------------------- | ------- | -------- | ------- | -------------- |
| 2002  | Championnats d’Asie          | Colombo | 2e       | 1 500 m | 4 min 18 s 63  |
| 2003  | Championnats d’Asie          | Manille | 5e       | 800 m   | 2 min 05 s 31  |
| 2003  | Championnats d’Asie          | Manille | 3e       | 1 500 m | 4 min 23 s 12  |
| 2004  | Championnats d’Asie en salle | Téhéran | 2e       | 1 500 m | 4 min 36 s 94  |
| 2004  | Championnats d’Asie en salle | Téhéran | 1re      | 3 000 m | 10 min 10 s 05 |
| 2005  | Championnats d’Asie          | Incheon | 2e       | 1 500 m | 4 min 13 s 83  |
| 2006  | Championnats d’Asie en salle | Doha    | 3e       | 1 500 m | 4 min 19 s 50  |

### Records
| Épreuve      | Performance   | Lieu    | Date               |
| ------------ | ------------- | ------- | ------------------ |
| 1 500 mètres | 4 min 13 s 83 | Incheon | 1er septembre 2005 |

| Épreuve      | Performance   | Lieu    | Date             |
| ------------ | ------------- | ------- | ---------------- |
| 1 500 mètres | 4 min 16 s 96 | Pattaya | 15 novembre 2005 |